# SN 1999gr
SN 1999gr – supernowa typu Ia odkryta 13 grudnia 1999 roku w galaktyce M+05-29-24. W momencie odkrycia miała maksymalną jasność 18,50m.